# Xenorhina huon
Espèce
Synonymes
- Xenobatrachus huon Blum & Menzies, 1989 "1988"

Statut de conservation UICN

 DD  : Données insuffisantes
Xenorhina huon est une espèce d'amphibiens de la famille des Microhylidae.

## Répartition
Cette espèce est endémique de la province de Morobe en Papouasie-Nouvelle-Guinée. Son aire de répartition concerne les zones montagneuses de l'Est de la péninsule Huon. Elle est présente entre 1 300 et 2 000 m d'altitude.

## Étymologie
Son nom d'espèce, huon, lui a été donné en référence à sa localité type, située dans la péninsule Huon.

## Publication originale
- Blum & Menzies, 1989 "1988" : Notes on Xenobatrachus and Xenorhina (Amphibia: Microhylidae) from New Guinea with description of nine new species. Alytes, vol. 7, no 4, p. 125-163.